# ハインツ＝ヴォルフガング・シュナウファー
ハインツ＝ヴォルフガング・シュナウファー（ドイツ語: Heinz-Wolfgang Schnaufer, 1922年2月16日 - 1950年7月15日）は第二次世界大戦中に活躍したドイツ空軍の夜間戦闘機パイロット。柏葉・剣・ダイヤモンド付騎士鉄十字章受章者。
撃墜数121機はすべて夜戦でのものであり、これは夜戦における史上最多記録である。連合国軍兵士のあいだでは「サン・トロンの幽霊(The Night Ghost of St. Trond)」と渾名された（サン・トロンはシュナウファーが指揮官を務めた第1夜間戦闘航空団第4飛行隊の基地飛行場があった場所である）。乗機は夜戦仕様のメッサーシュミット Bf110で、大戦を通じてこの機種のみを用いた。

## 経歴

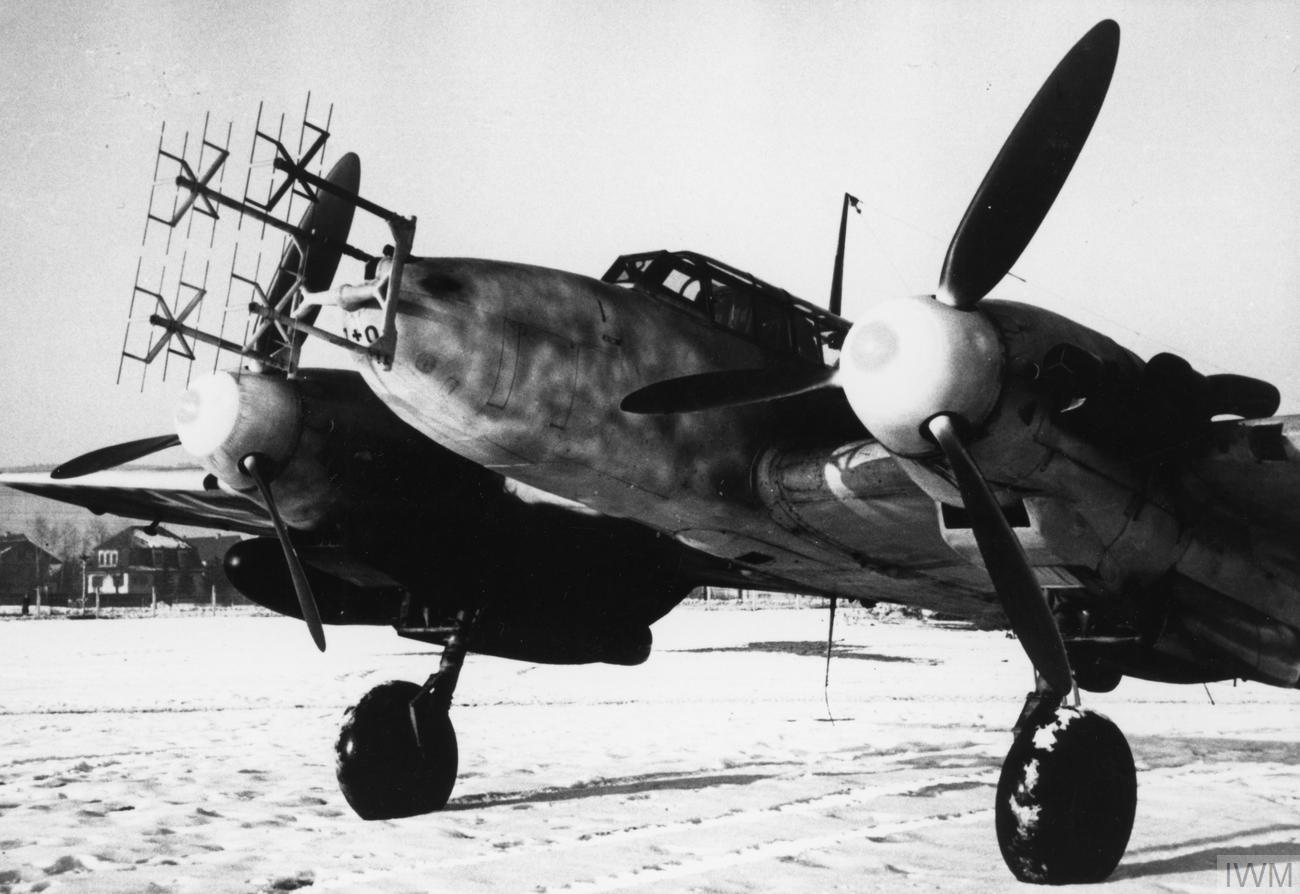
夜戦型 Bf110G-4

### 第二次世界大戦期
シュトゥットガルト近郊のカルフで生まれ、ナポラの生徒だった1939年にグライダーの操縦法を学ぶ。同年11月、パイロット訓練生としてドイツ空軍に入隊。基礎操縦訓練を経たのち、1941年4月には少尉に任官し、第1夜間戦闘教練航空団に配属された。ここで夜間戦闘技術を学んだのち、同年11月、第1夜間戦闘航空団第2飛行隊配属となる。1942年2月、同隊はツェルベルス作戦での航空支援に参加し、これがシュナウファーの初実戦となる。
初戦果は1942年6月1日から2日にかけてベルギーでおこなわれた戦闘で達成された。このときハリファックス重爆撃機を撃墜することに成功したが、2機目を攻撃中に反撃に遭い被弾。シュナウファー自身も脚を負傷しながらなんとか帰投した。この年の終わりまでにスコアを7機にのばし、うち3機は一夜の戦闘で達成されたものだった。1943年7月1日には中尉に昇進し、このときまでにはスコアは17機となっていた。
1943年8月、オランダを拠点とする第1夜間戦闘航空団第4飛行隊の中隊長(Staffelkapitän)に着任。同年12月にはスコアが42機となり、この功績により騎士鉄十字章を受章した。1944年2月24日から25日にかけての戦闘では50機目の撃墜を達成するが、これは第4飛行隊通算で500機目となる戦果だった。同年3月、第1夜間戦闘航空団第4飛行隊長(Gruppenkommandeur)に任ぜられ、5月1日には大尉に昇進。5月24日から25日にかけての戦闘では一夜に5機撃墜を達成している。6月24日にはスコア84機の功績により騎士鉄十字章に柏葉が加わり、7月30日にはさらに剣が加わった（このときまでにスコア89機）。
1944年9月、第4飛行隊はドルトムントへと拠点を移し、10月9日にはヘルムート・レントについで史上2人目となる夜戦スコア100機を達成。10月16日、この功績により、全軍で21番目となる柏葉・剣・ダイヤモンド付騎士鉄十字章を授与された。11月4日には第4夜間戦闘航空団司令(Geschwaderkommodore)に任ぜられたが、22歳の航空団司令はドイツ空軍で最年少だった。12月1日、少佐に昇進。1944年終わりまでにはスコアを106機にまで伸ばす。
1945年のシュナウファーの誕生日には、イギリスのBBCが彼のために特別に『幽霊(Das Nachtgespenst)』（ルドルフ・ネルゾンが作曲した1930年のキャバレーソング）を放送している。同年2月21日、一日の戦果としては最多となる重爆撃機9機撃墜を達成（未明に2機撃墜、同日夜にわずか19分間で7機撃墜）。同年3月7日の戦闘では重爆撃機3機を撃墜し、これがシュナウファーにとって最後の戦果となった。

### 終戦後
1945年5月にシュレースヴィヒ＝ホルシュタイン州のエッゲベクでイギリス軍捕虜となったが、同年11月には釈放され、その後は家業のワイン商を営んだ。
1950年7月13日、ワイン買い付けのためフランスを訪れていたシュナウファーは、ボルドーで自動車事故に遭う。彼の乗っていたオープンカーはトラックと衝突し、頭部に重傷を負ったシュナウファーは7月15日に収容先の病院で死亡した。

### 戦績

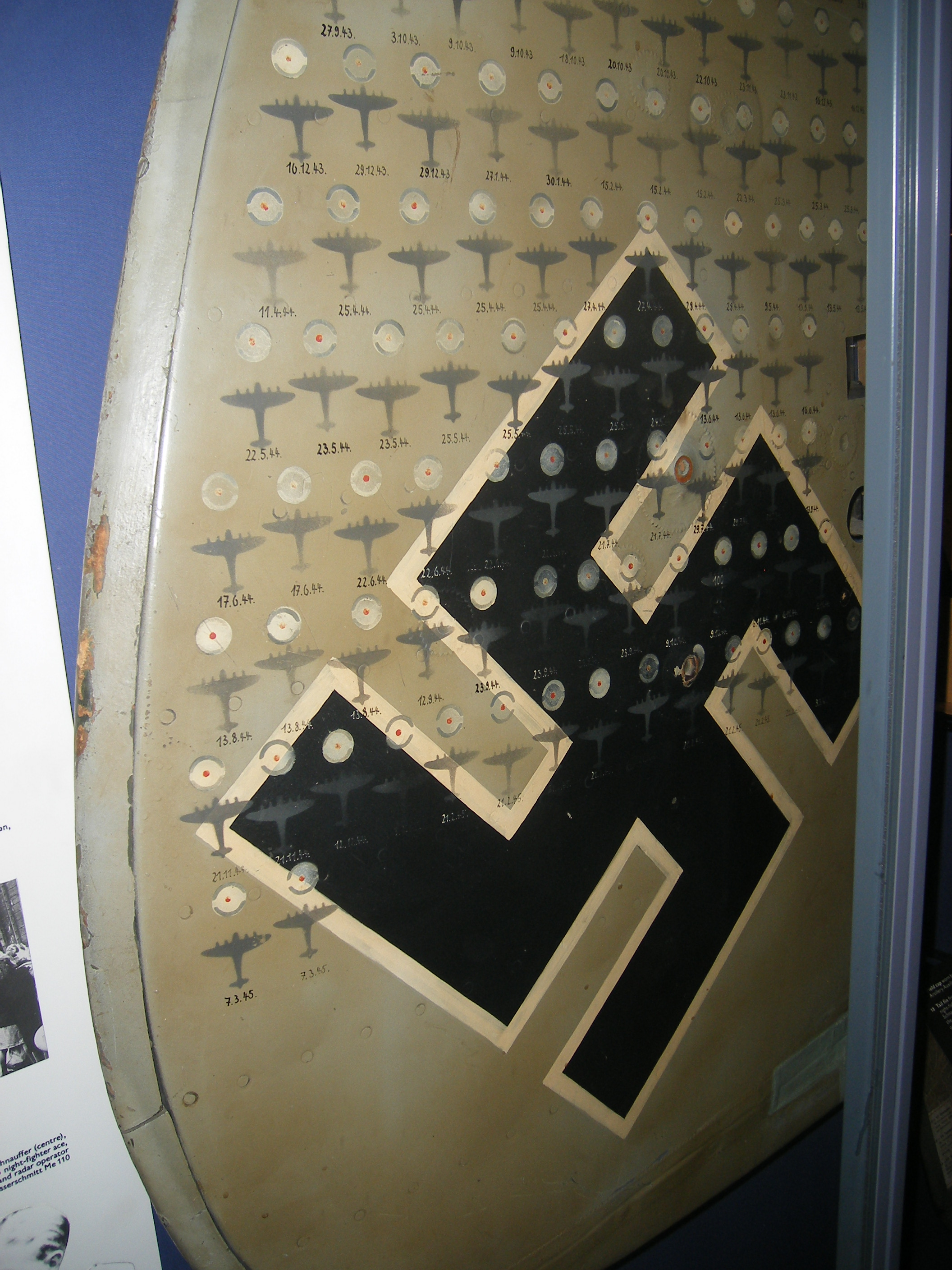
シュナウファー最後の愛機Bf110G-4の左側垂直尾翼。121のキルマークが描き込まれている。

シュナウファーは164回の出撃で121機撃墜を達成しており、夜戦での121機撃墜は第二次世界大戦における最多記録である。このうち114機はイギリス空軍の4発重爆撃機であり、ドイツ空軍パイロットのなかで最も多くのイギリス空軍兵死傷者をもたらしたのはシュナウファーではないかともいわれている。またこのスコアは、西側連合国軍機の撃墜数としては、ハンス・ヨアヒム・マルセイユ（158機）、ハインツ・ベーア（124機）に次いで3位となる記録である。
シュナウファーのスコアのうち、100機がレーダー手のフリッツ・ルンペルハルト少尉とともに、98機が機銃手のヴィルヘルム・ゲンスラー上級曹長とともに達成された。この二人はともに騎士鉄十字章を受章している。

## 受勲歴
- 夜間戦闘前線飛行章（金）
- パイロット兼観測員章（ダイヤモンド付き金）
- 戦傷章（黒）
- 鉄十字章
  - 二級 - 1942年6月2日
  - 一級 - 1942年8月あるいは9月
- 空軍名誉杯 - 1943年7月26日
- ドイツ十字章（金）- 1943年8月16日
- 柏葉・剣・ダイヤモンド付騎士鉄十字章
  - 騎士鉄十字章 - 1943年12月31日
  - 柏葉（507番目）- 1944年6月24日
  - 剣（84番目）- 1944年7月30日
  - ダイヤモンド（21番目）- 1944年10月16日

## 昇進歴
- 1941年4月1日 - 少尉 (Leutnant)
- 1943年7月1日 - 中尉 (Oberleutnant)
- 1944年5月1日 - 大尉 (Hauptmann)
- 1944年12月1日 - 少佐 (Major)